# Héraclius (Corneille)
Héraclius est une tragédie en cinq actes et en alexandrins de Pierre Corneille, publiée en 1647.

## Intrigue
L'intrigue est librement inspirée d'événements qui ont suivi l'assassinat, en 602, de l'empereur romain (byzantin) Maurice Ier, remplacé par le tyrannique Phocas. Dans cette pièce de théâtre, Héraclius, qui renverse Phocas en 610, est le fils de Maurice recueilli par Léontine, une gouvernante, qui lui permet d'échapper au meurtre commandité par Phocas. Elle le fait passer pour son propre fils, Léonce, qu'elle livre à Phocas. En récompense et convaincu de la fidélité de Léontine, Phocas décide de lui confier son fils, Martian. Léontine va jusqu'à faire passer Héraclius pour Martian. Ainsi, après plusieurs années, quand Phocas désire marier Martian à Pulchérie, une fille survivante de l'empereur Maurice, c'est en réalité à Héraclius qu'il va de fait l'unir. Face au risque d'un mariage incestueux, Léontine finit par dévoiler sa véritable identité à Héraclius.
Cette pièce, qui n'est ni la plus connue ni la plus jouée du répertoire de Corneille, est caractérisée par sa complexité. Dès 1660, son propre auteur reconnaît qu'elle est difficile à appréhender au terme d'une seule représentation : « J'ai vu de fort bons esprits et des personnes des plus qualifiées de la cour se plaindre de ce que sa représentation fatiguait autant l'esprit qu'une étude sérieuse. Elle n'a pas laissé de plaire, mais je crois qu'il l'a fallu voir plus d'une fois pour en remporter une entière intelligence ».

## Personnages
- Phocas, empereur d'Orient.
- Héraclius, fils de l'empereur Maurice, cru Martian, fils de Phocas, amant d'Eudoxe.
- Martian, fils de Phocas, cru Léonce, fils de Léontine, amant de Pulchérie.
- Pulchérie, fille de l'empereur Maurice, maîtresse de Martian.
- Léontine, dame de Constantinople, autrefois gouvernante d'Héraclius et de Martian.
- Eudoxe, fille de Léontine et maîtresse d'Héraclius.
- Crispe, gendre de Phocas.
- Exupère, patricien de Constantinople.
- Amintas, ami d'Exupère.
- Un page de Léontine.